# Observatorio Meteorológico del Retiro
El Observatorio Meteorológico del Retiro es una institución española cuyo principal objetivo es la observación, la predicción y el laboratorio meteorológicos. Depende de la Agencia Estatal de Meteorología (AEMET) y comenzó su actividad en 1887 bajo el nombre de Instituto Central Meteorológico. Está situado en el rincón sureste del parque del Retiro de Madrid, muy cerca de la puerta de Granada. Lo componen una estación meteorológica y varios edificios anejos (el histórico Castillete Óptico, el más antiguo, y otros dos más modernos). 
Actualmente en los edificios anejos se sitúa también diversas oficinas de la Delegación de AEMET en Madrid, entre ellas la sede de un grupo de predicción aeronáutica, que sirve a los aeropuertos y bases aéreas situadas en el centro peninsular, y el histórico Laboratorio de Calibración de la AEMET. Por su parte, el Castillete Óptico se encuentra actualmente en rehabilitación. Los edificios anejos y el Observatorio son propiedad de la AEMET, que depende en la actualidad del Ministerio para la Transición Ecológica y Reto Demográfico (MITECO).

## Descripción

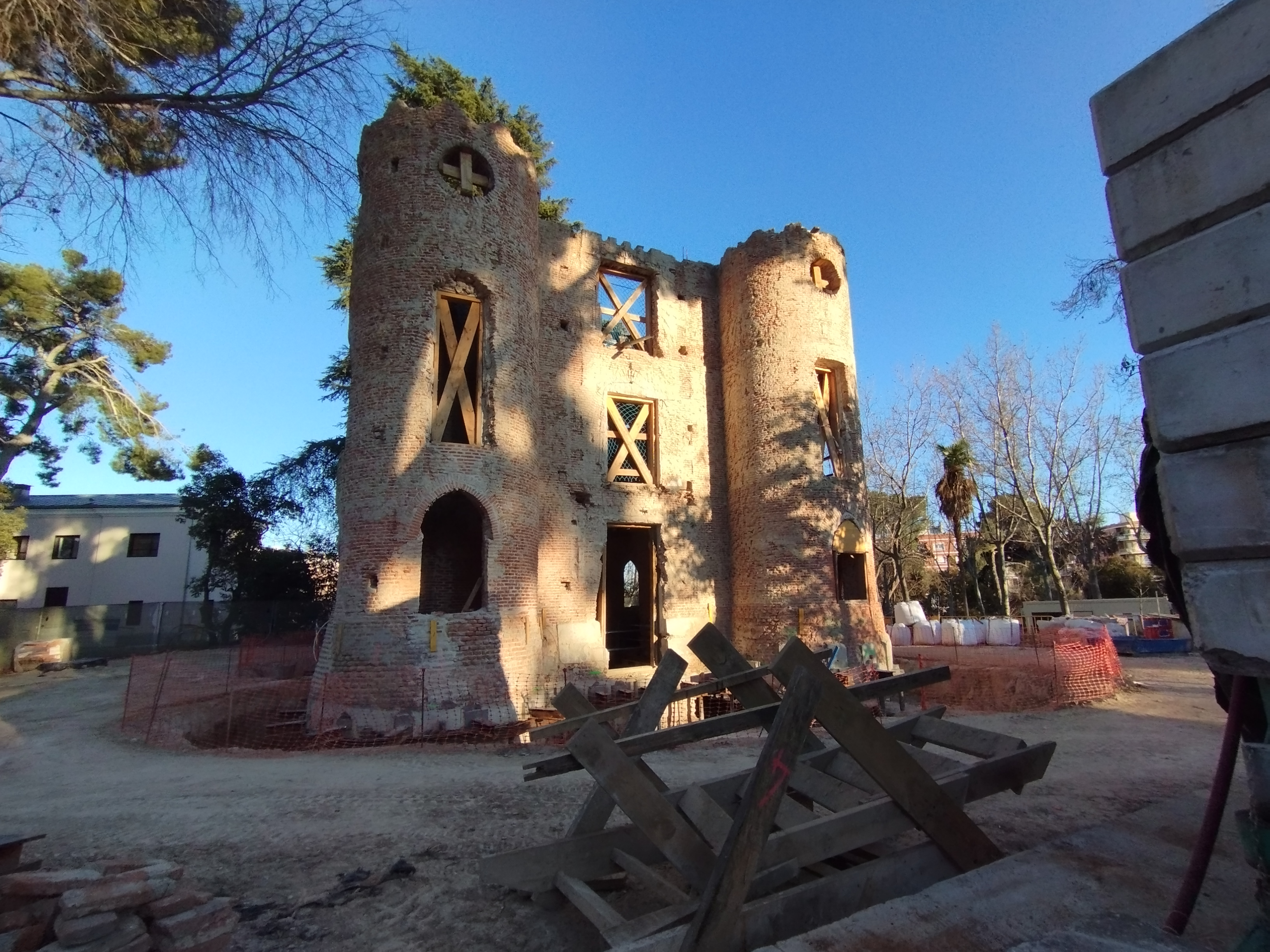
El Castillete del Retiro, primera sede del observatorio, actualmente en restauración.

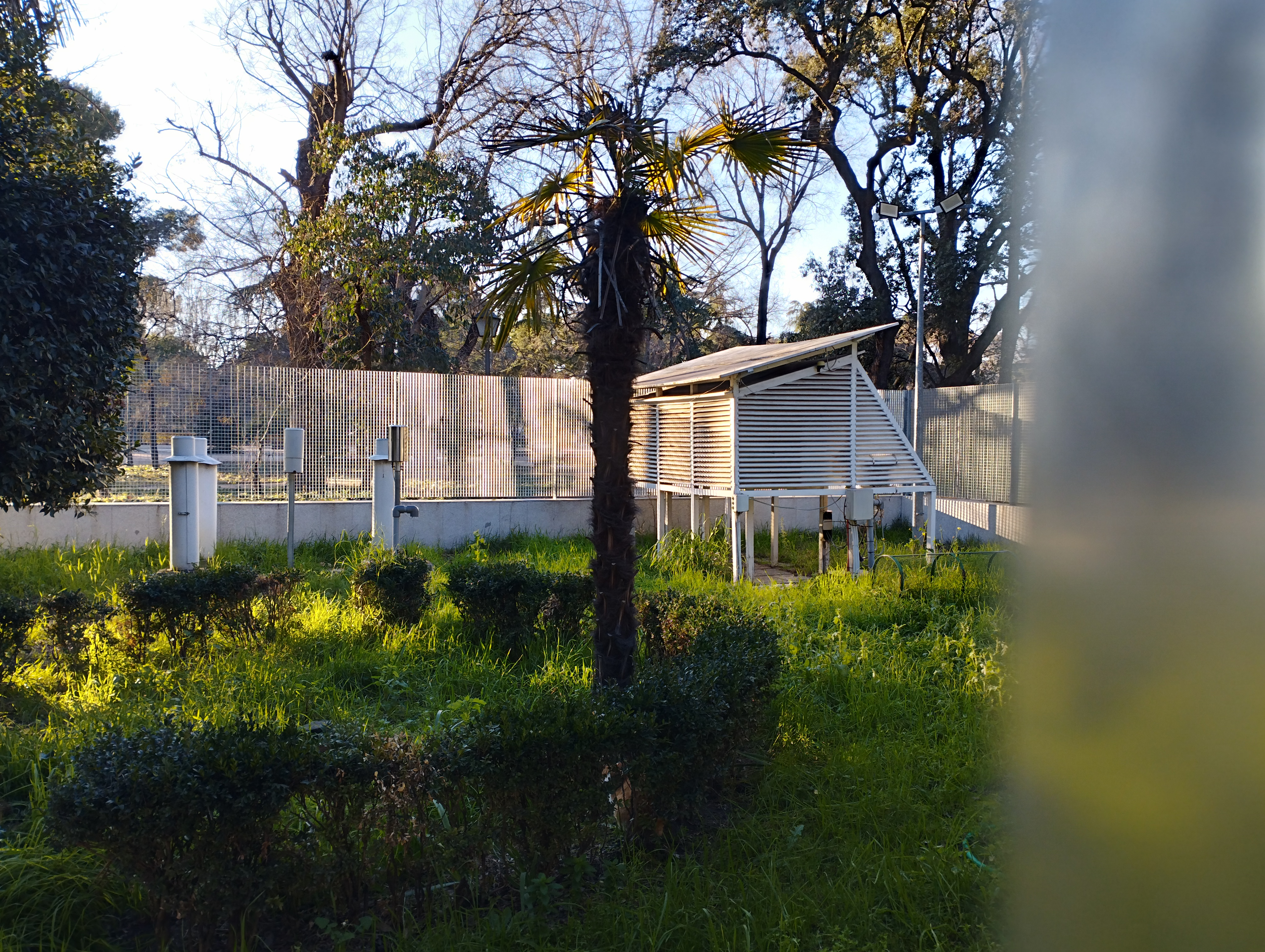
Jardín de aparatos meteorológicos. A la izquierda, los pluviómetros y a la derecha, la garita de protección de termómetros.

El Observatorio Meteorológico del Retiro es el conjunto formado por el lugar físico donde se realizan las observaciones, junto con la estación meteorológica y los edificios cercanos que le dan apoyo, donde además se realizan otro tipo de actividades relacionadas con la meteorología. Está situado en el sureste del Parque del Retiro de Madrid. Actualmente en dichos edificios, donde se ubica el anemómetro de la estación meteorológica, un laboratorio meteorológico, una oficina de personal y comunicaciones y un almacén, se realizan, además del apoyo logístico a la observación meteorológica, actividades de predicción y de calibración y mantenimiento de equipos meteorológicos.   
Las observaciones pioneras en El Retiro se remontan a finales del siglo XVIII y principios del XIX. En la misma ubicación actual, de forma sistemática y casi ininterrumpida, hay registros meteorológicos desde 1887. Dichas observaciones incluyen tanto variables atmosféricas como la temperatura, presión, viento, así como otras de interés para esa ciencia, como la radiación solar o las temperaturas de subsuelo. Debido a la calidad y antigüedad de su centenaria serie meteorológica, el Observatorio Meteorológico del Retiro ha sido reconocido por la Organización Meteorológica Mundial (OMM).
La fundación del Observatorio se debe encuadrar dentro de la corriente de observaciones sistemáticas de las variables meteorológicas iniciada en algunos países occidentales a finales del siglo XVIII. En principio la observación tenía como fin de conocer la naturaleza y comportamiento atmosférico, pero posteriormente, apoyándose en la mejora de los conocimientos científicos y coincidiendo con la mejora de las comunicaciones que supuso el telégrafo a mediados del siglo XIX, se intentó ampliar ese conocimiento más allá de las fronteras y aplicarlo a actividades prácticas como la predicción.
El Observatorio tiene una historia institucional destacada, ya que el cercano Castillete Óptico, en cuya azotea estuvieron instalados un tiempo algunos instrumentos de observación, fue sede del primer centro institucional meteorológico español, cuyo legado es continuado ahora por la AEMET. AEMET es la denominación actual de la institución que representa y continúa el legado de la meteorología oficial en España, propietaria y gestora del Observatorio Meteorológico del Retiro.

## Historia

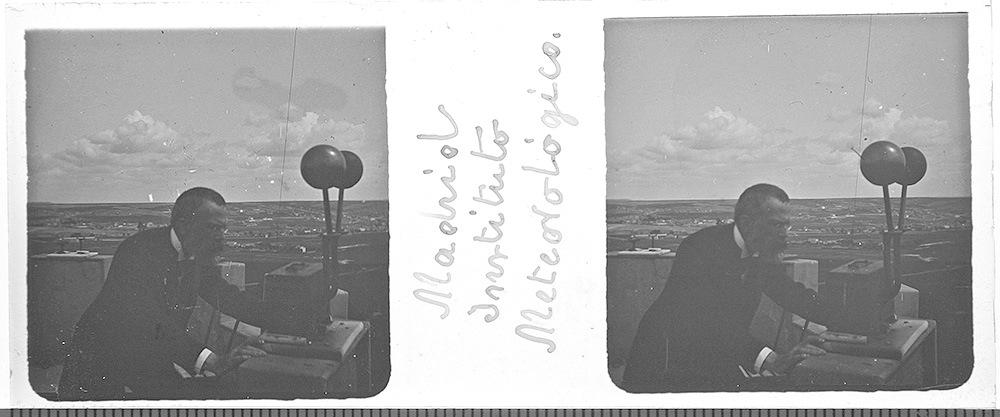
Una fotografía estereoscópica que muestra al científico Augusto Arcimís, primer director del observatorio, realizando mediciones en la azotea del Castillete.

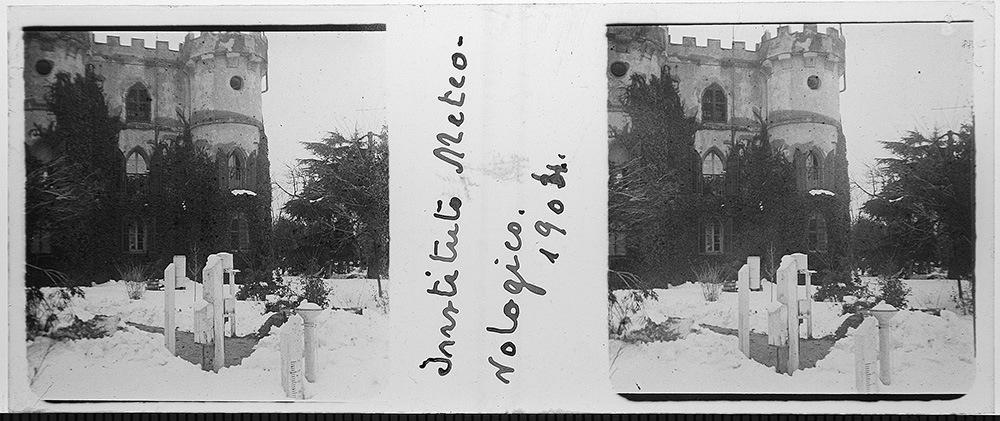
Aparatos de medición meteorológica del observatorio (hacia 1904). Al fondo, el Castillete.

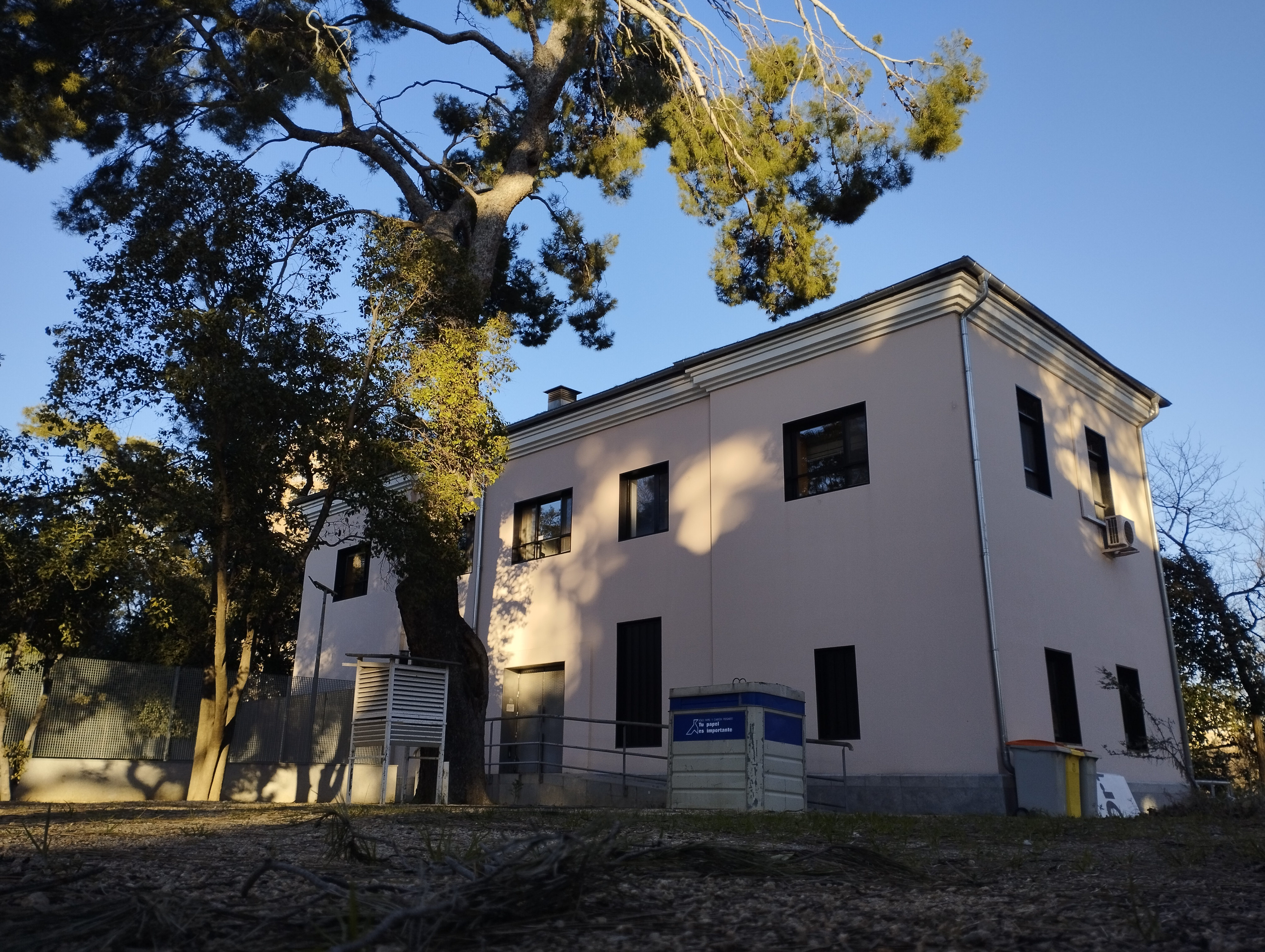
Laboratorio de calibración de instrumentos.

El impulso ilustrado de fomentar las ciencias y las letras, que alcanza su cumbre con Carlos III, es el mismo que alentó las primeras observaciones en España a mediados del siglo XVIII y que abrió paso al apoyo institucional a la meteorología en la segunda mitad del siglo XVIII. El primer intento serio de observaciones meteorológicas sistemáticas vino de la mano del Observatorio Astronómico de Madrid. Por aquella época no estaba muy diferenciada la distinción entre meteorología y astronomía, y el Observatorio Astronómico, durante unos años de mediados del siglo XIX se dedicó exclusivamente a la meteorología, hasta el punto de que entre 1841 y 1851 paso a denominarse Observatorio Meteorológico de Madrid. En 1865, además el Astronómico pasó a convertirse en la referencia nacional, como centro de recopilación de datos nacionales.
En 1887 el Observatorio de El Retiro se convirtió, por Real Decreto, en la primera sede oficial de la meteorología española, con el nombre de Instituto Central Meteorológico. En el decreto se habla de que "se ocupará especialmente en calcular y anunciar el tiempo probable a los puertos y capitales de provincia, sin perjuicio de los demás trabajos científicos y prácticos que se le encomienden". La institución se instaló en el Castillete Óptico, que había caído en desuso por el advenimiento del telégrafo eléctrico. Desde ese momento allí se comenzó a centralizar diariamente la información meteorológica del resto de los observatorios provinciales.
A pesar de todo, no es hasta 1904 en que se separan claramente las labores del Observatorio Astronómico y el Instituto Central Meteorológico, pasando este último a ser responsable de ordenar y publicar las observaciones meteorológicas.
En 1913 comienzan a realizarse en el Observatorio del Retiro las observaciones sistemáticas de la atmósfera superior con los novedosos globos sondas y se construye una nueva sede, también cercana al observatorio, para el Servicio Meteorológico, ya que el edificio del Castillete Óptico empezaba a mostrarse insuficiente. A su vez, en 1920 se construye, también anexo al Observatorio, un laboratorio de geofísica, actual laboratorio de calibración. Debido a que la Meteorología fue adquiriendo cada vez mayor importancia después de la Segunda Guerra Mundial, en 1960 los Servicios Meteorológicos se trasladaron a Ciudad Universitaria y se crearon diversos Centros Regionales. El observatorio meteorológico pasa entonces a ser sede de diversas tareas, entre las que figura la observación meteorológica que continúa hasta la actualidad.

## Importancia como serie larga mundial
Aunque las Observaciones en el Parque de El Retiro comienzan a finales del siglo XVIII, de forma intermitente y con muchos datos perdidos, desde mediados del siglo XIX comienza a sistematizarse en el Observatorio Astronómico y, en la actual ubicación del Observatorio Meteorológico de El Retiro, desde 1887. Debido a la calidad y la longitud de su serie de observaciones, dicha estación meteorológica, figura en la lista de observatorios centenarios premiados por la Organización Meteorológica Mundial (OMM). Esta distinción le fue otorgada en junio de 2017. La importancia de estas series largas es destacada por la OMM: 
Las series a largo plazo son una parte irreemplazable del legado cultural y científico de la humanidad, que sirve a las necesidades de las actuales y futuras generaciones para registro a largo plazo de alta calidad. Son fuentes únicas de información pasada acerca de parámetros atmosféricos, referencias para la variabilidad climática y asesoramiento sobre el cambio climático.

## Personas ilustres

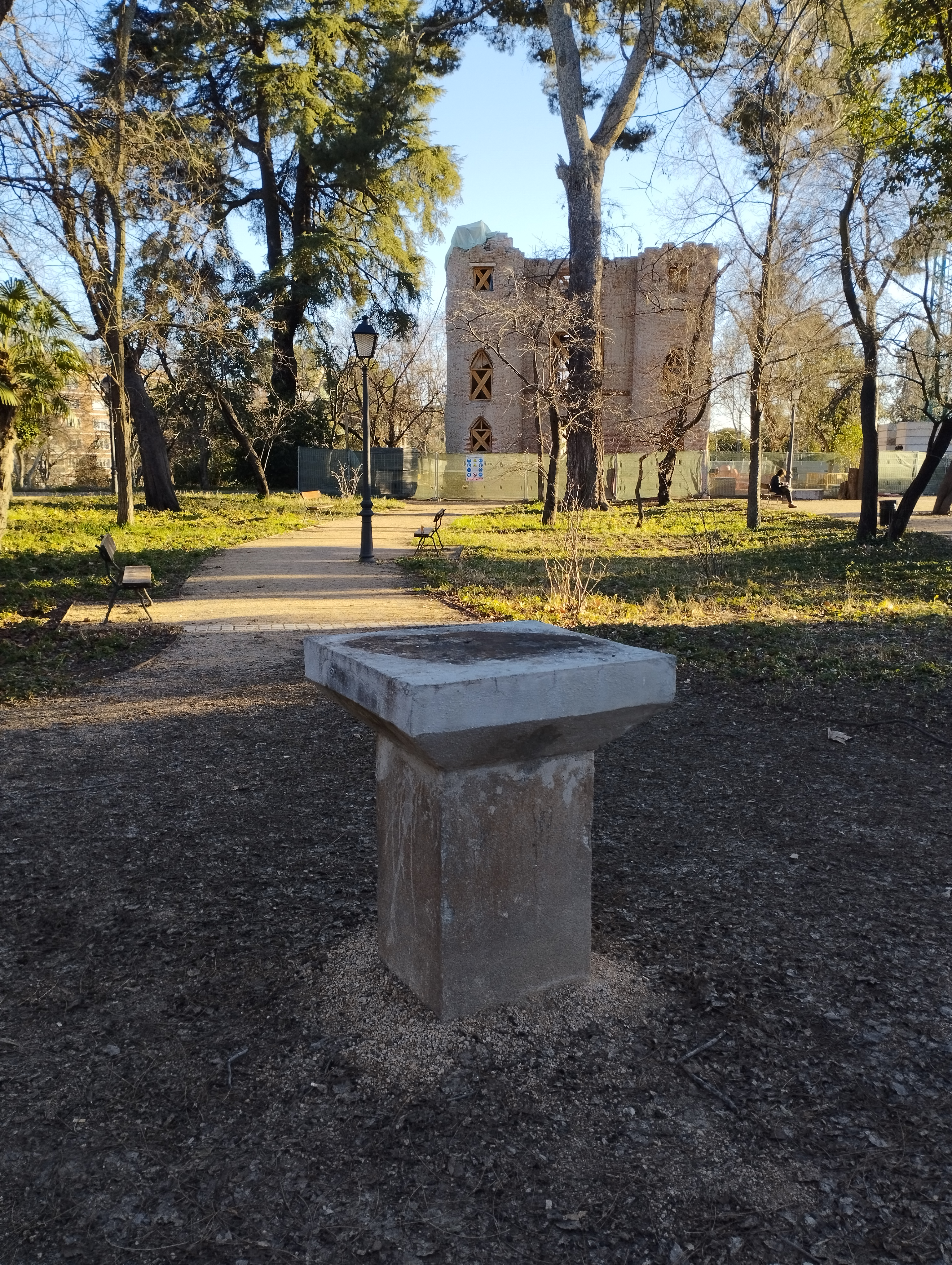
Pedestal cósmico, testimonio de las investigaciones de Duperier en el observatorio.

A principios de siglo XX, coincidiendo con la Edad de Plata de la cultura española se incorporan al Servicio Meteorológico Español, científicos que con el tiempo adquirirán gran renombre en la historia de la ciencia meteorológica en España. Entre ellos podemos citar a Augusto Arcimís (primer director del Observatorio del Retiro), Francisco Morán, José María Lorente y Arturo Duperier. Este último investigador, que alcanzó prestigio internacional en el campo de la Radiación Cósmica, comenzó sus primeras investigaciones en este campo en el observatorio, como recuerda una placa actualmente ubicada cerca de la estación meteorológica. Duperier ocupó el cargo de Jefe de la Sección de Investigaciones Especiales de Meteorología, trabajo que compaginó con el de la Universidad hasta su exilio a Inglaterra en 1939.
Por otro lado Arturo Duperier fue discípulo de Blas Cabrera, director de su tesis y coautor de diversas de sus investigaciones, que a su vez realizó su tesis doctoral sobre la variación diurna de la componente horizontal del viento, tesis en la que los datos del Observatorio del Retiro ocupan un lugar destacado.